# МЦВ-56 «Тайга»
МЦВ-56 «Тайга» — малокалиберная произвольная винтовка под целевой патрон кольцевого воспламенения калибра 5,6 мм.

## История
Разработана Е. Ф. Драгуновым и И. А. Самойловым в 1954 - 1958 гг., производилась на Ижевском машиностроительном заводе с 1961 по 1969 годы. В 1959 году награждена большой серебряной медалью ВДНХ СССР. Награждена золотой медалью на Лейпцигской ярмарке.

## Конструкция
Конструктивно идентична спортивной винтовке ЦВ-56 «Зенит-2». Кучность при стрельбе целевыми патронами на дистанции 50 м со станка — 1,6 см.

## Эксплуатация
- СССР
  - некоторое количество винтовок использовалось МВД СССР для обучения и тренировок снайперов спецподразделений МВД СССР; кроме того, они использовались при проведении операций по задержанию вооружённых и опасных преступников в населённых пунктах (в случаях, если дистанция стрельбы не превышала 100 метров)[2]
  - винтовка использовалась спортсменами
- Украина — по состоянию на 6 августа 2008 года, некоторое количество имелось на хранении министерства обороны[3]